# Lomwe
I Lomwe sono un gruppo etnico di ceppo bantu diffuso in Mozambico, dove rappresentano circa il 10% della popolazione, e in Malawi, dove sono il secondo gruppo etnico con circa il 18% della popolazione.
Gli ex presidenti del Malawi Bingu wa Mutharika e Peter Mutharika appartengono a questa etnia.
La loro danza tradizionale tchopa è stata inserita nel 2014 nella lista rappresentativa del patrimonio culturale immateriale dell'umanità.
.